# کریستوفر بیبر
کریستوفر بیبر (انگلیسی: Christopher Bieber؛ زادهٔ ۳ ژوئیهٔ ۱۹۸۹) بازیکن فوتبال اهل آلمان است.
از باشگاه‌هایی که در آن بازی کرده‌است می‌توان به باشگاه فوتبال کارلسروهه، باشگاه فوتبال وورتسبورگ کیکرز، و باشگاه فوتبال قوت-وایس ارفورت اشاره کرد.